# Friedrich Holste
Friedrich Holste (* 30. April 1908 in Tann (Rhön); † 22. Mai 1942 bei Semenowka) war ein deutscher Prähistoriker.
Friedrich Holste absolvierte zunächst eine zweijährige Banklehre und studierte danach Ur- und Frühgeschichte an den Universitäten Wien, Breslau und Marburg. 1934 wurde er in Marburg bei Gero von Merhart mit der Arbeit Die Bronzezeit im nordmainischen Hessen promoviert und erhielt 1936/37 das Reisestipendium des Deutschen Archäologischen Instituts. Danach arbeitete er in Mainz, Landshut und München. 1939 wurde er an der Universität München habilitiert und dort 1940 zum Dozenten ernannt. Im selben Jahr nahm er am Westfeldzug teil. 1942 wurde er als Nachfolger Gero von Mehrharts auf den Lehrstuhl für Vorgeschichte an der Universität Marburg berufen, fiel jedoch nur sieben Tage darauf in Russland.
Sein Hauptforschungsgebiet war die Bronzezeit.

## Publikationen (Auswahl)
- Die Bronzezeit im nordmainischen Hessen (= Vorgeschichtliche Forschungen Bd. 12). W. de Gruyter, Berlin 1939.
- Der frühhallstattzeitliche Bronzegefäßfund von Ehingen (= Praehistorica Heft 5). Kabitzsch, Leipzig 1939.
- Die bronzezeitlichen Vollgriffschwerter Bayerns (= Münchner Beiträge zur Vor- und Frühgeschichte Bd. 4). C. H. Beck, München 1953.
- Die Bronzezeit in Süd- und Westdeutschland (= Handbuch der Urgeschichte Deutschlands Bd. 1). W. de Gruyter, Berlin 1953.
- Zur Chronologie der südosteuropäischen Depotfunde der Urnenfelderzeit. Ein Vortragsmanuskript aus dem Jahre 1939. Vorgeschichtliches Seminar der Philipps-Universität, Marburg 1962.